# Little Angel
Little Angel är ett musikalbum av Ana Johnsson från 2006, utgivet på Bonnier Music. Albumet föregicks av singeln "Days of Summer" som släpptes 12 juli.

## Låtlista
1. "Little Angel" - 2:50
2. "Break Through Time"
3. "Exception"
4. "Catch Me If You Can"
5. "What If"
6. "Playing God"
7. "Burn"
8. "Days of Summer"
9. "The Harder We Fall"
10. "Still"
11. "Spit It Out"
12. "Coming Out Strong"